# Los Valcárceres
Los Valcárceres es una localidad situada en la provincia de Burgos, comunidad autónoma de Castilla y León (España), comarca de Odra-Pisuerga, ayuntamiento de Villadiego. Está formada por tres barrios San Miguel, Santa Cruz y Santiago, este último también conocido como la Hinera.
Los barrios están separados por distancias de unos 500 m.

## Datos generales
Se encuentra ubicado en un pequeño valle en forma de U, presumiblemente de origen glaciar, cruzado por el Arroyo del Pradal.

## Toponimia
Valcarce, Valcárcel y Valcárceres son topónimos alusivos a la encina, con el mérito de conservarnos restos de latino (o prelatino también) QUERCUS, QUARCUS con un genitivo QUARCI > -CARCE, o un genitivo QUARQUERI > -CARCEL.
En el Becerro de las Behetrías de Castilla, en el año 1353, a este pueblo se le conocía con el nombre de Val Carçel. En el Catastro del marqués de la Ensenada, en el año 1752, se le denomina Barcazares.
En 1886 se le denomina en el Anuario del Comercio como Los Balcárceres

## Barrios
Los tres barrios constituían una entidad de tipo frecuente en la zona, casos como los de Los Ordejones y de Becerril del Carpio. El Libro Becerro de las Behetrías se refiere de modo unitario a esta entidad poblacional (Val Carçel).
Los Valcárceres tiene sus tres barrios separados por unos cientos de metros. Son:

### San Miguel
Cuenta con la iglesia de San Miguel Arcángel.

### Santa Cruz
En este barrio está la iglesia de la Exaltación de la Santa Cruz.

### Santiago
También conocido como la Hinera. Hasta el siglo XIX contó con la iglesia de Santiago, que desapareció. Estaba localizada sobre un promontorio donde están documentados un túmulo y una estela. Las piedras de la iglesia se utilizaron, posiblemente a principios del siglo XX, para la construcción de la escuela de los tres barrios; dicha escuela se localizaba al pie del cerro de. yacimiento San Roque/La Escuela.

## Despoblados
Santa Marina de PuertaDespoblado de ubicación incierta. Constan referencias precisas de su existencia. Se ha intentado sin éxito su localización.
Venta de ColmenaresEra jurisdicción de Los Valcárceres y se ubicaba frente al Portillo de los Valcárceres que conducía desde las Montañas a Villadiego.

## Historia

### Prehistoria
Están documentadas formaciones megalíticas en el Alto de Rade y en Cantón.
Hay referencias a un castro cántabro localizado en Los Valcárceres.

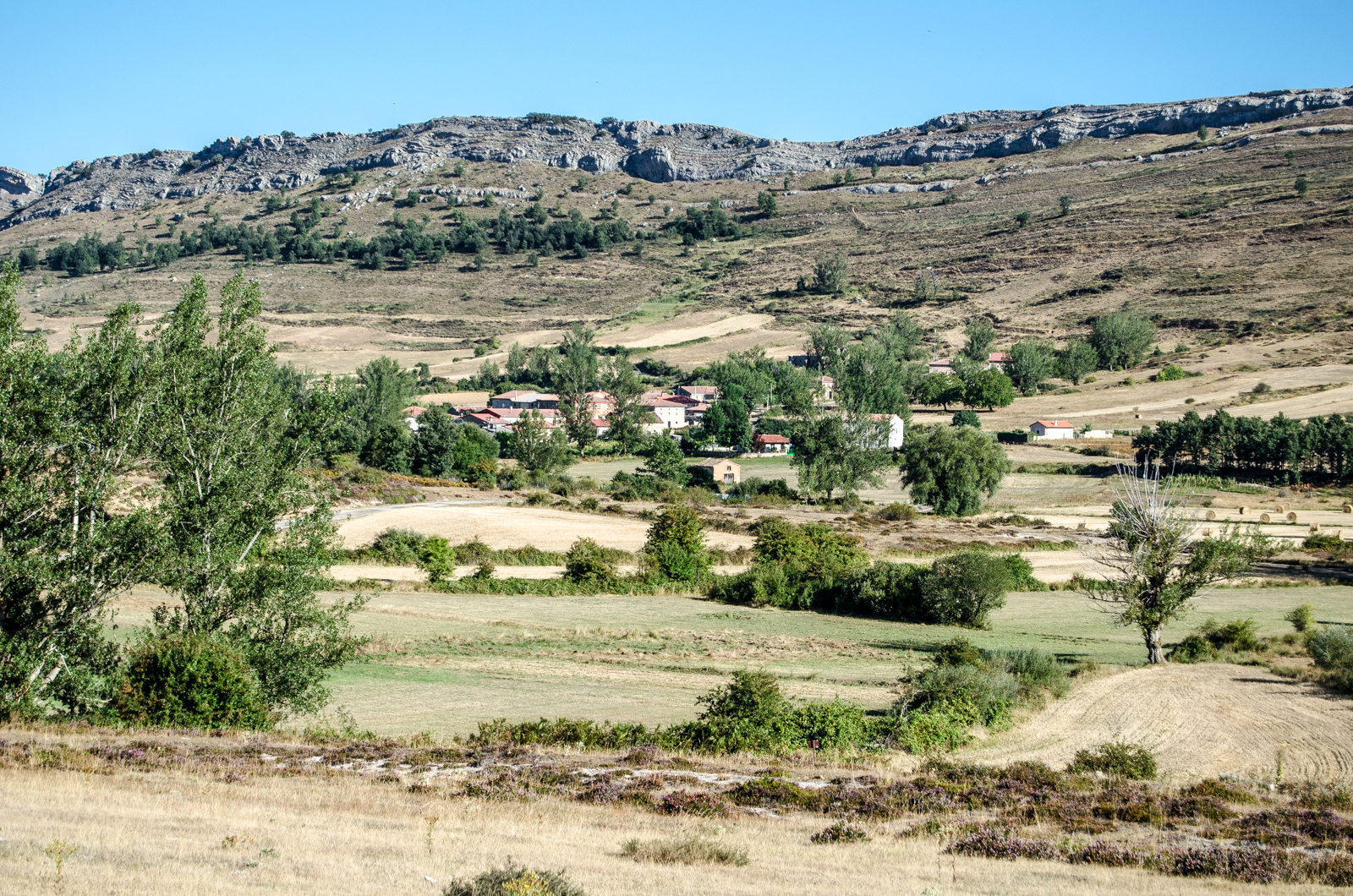
Los Valcárceres. Barrio de Santa Cruz, con la lora detrás

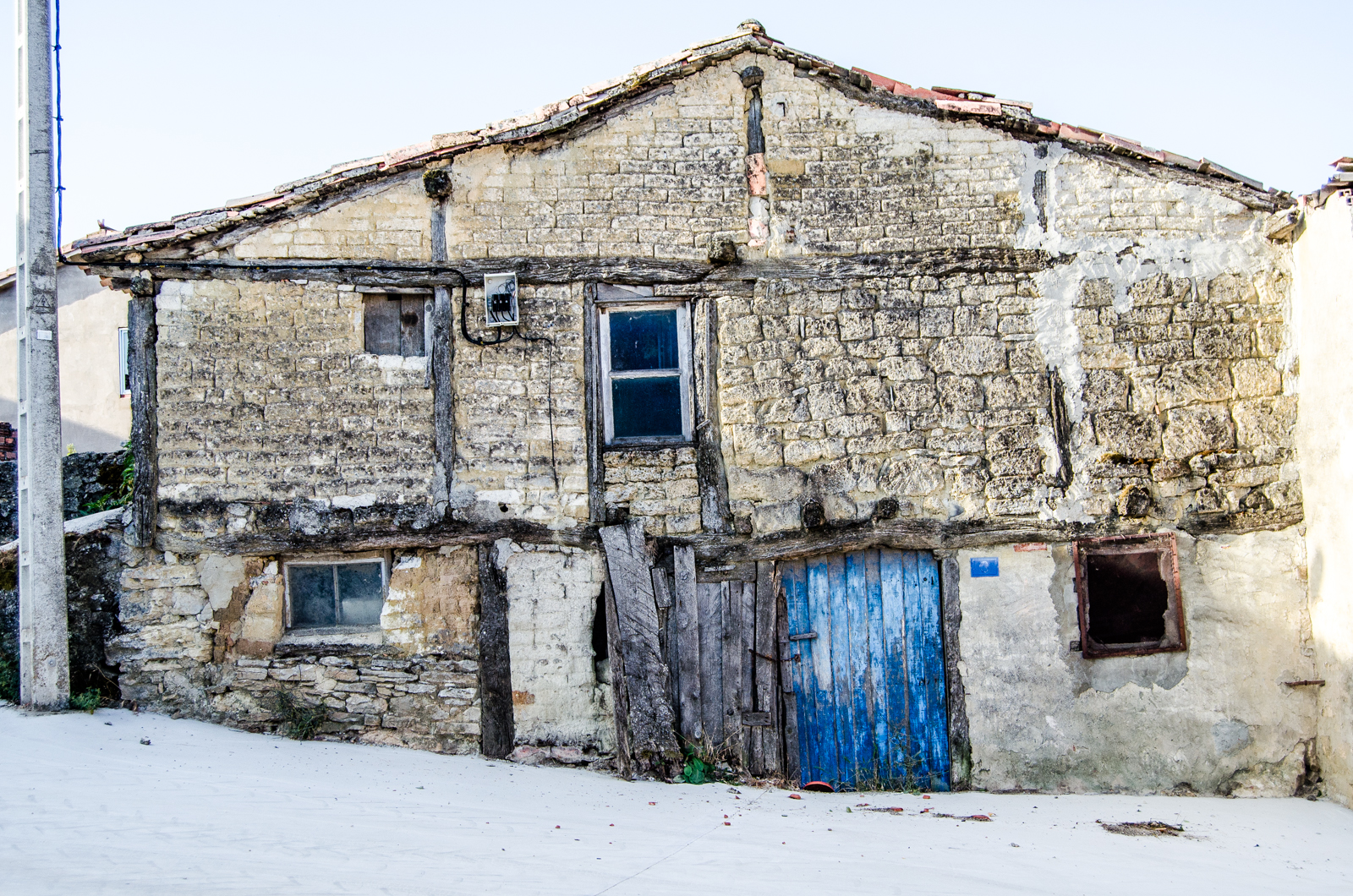
Los Valcárceres. Casa tradicional en el barrio de San Miguel

### Edad Media
San Miguel aparece citado por primera vez en 978 (Covarrubias), como Sancti Michaelis y Santa Cruz en 1165 como Sancte Crucis de Valcarcer.
Val Carçel era lugar solariego y sus habitantes eran vasallos de la abadesa de Santa Cruz.
Entre 1186 y 1192 doña Elo (o Elio), hija de Pedro Fernández, fundó un monasterio en Santa Cruz de Valcárcel (Sancte Crucis de Valcarcel) sujeto a la regla benedictina. Ella fue su primera abadesa. Este monasterio se encuadraba en el territorio del Monasterio de Santa María la Real de Aguilar de Campoo. En 1219 consta la venta de parte de un molino sito junto al mercado de la villa por parte de doña Emilia, hermana de la fundadora que aparece como fiadora (donna Elo de Ual Cárcel). Tras un periodo de dominio sobre algunos pueblos del Úrbel y del Pisuerga (Montorio, Panizares, Coculina, Melgosa, Villalibado, Villahernando, Olmos de Pisuerga y otros), confirmado por los reyes Fernando III (1219) y Alfonso X (1255), el monasterio cayó en decadencia por motivos económicos y de los trastornos polítitcos de la época y se incorporó al de Palacios de Benaver en 1470.
Se conservan unos cincuenta escritos del Monasterio de Santa Cruz de Valcárcel, interesantes para conocer la vida de la comarca en aquel periodo.
La tradición oral menciona la existencia de una desaparecida ermita bajo el topónimo de San Roque en un yacimiento denominado Escuela Vieja/San Roque, que sería la ubicación de una mota altomedieval. Tiene un rebaje perimetral tipo foso.

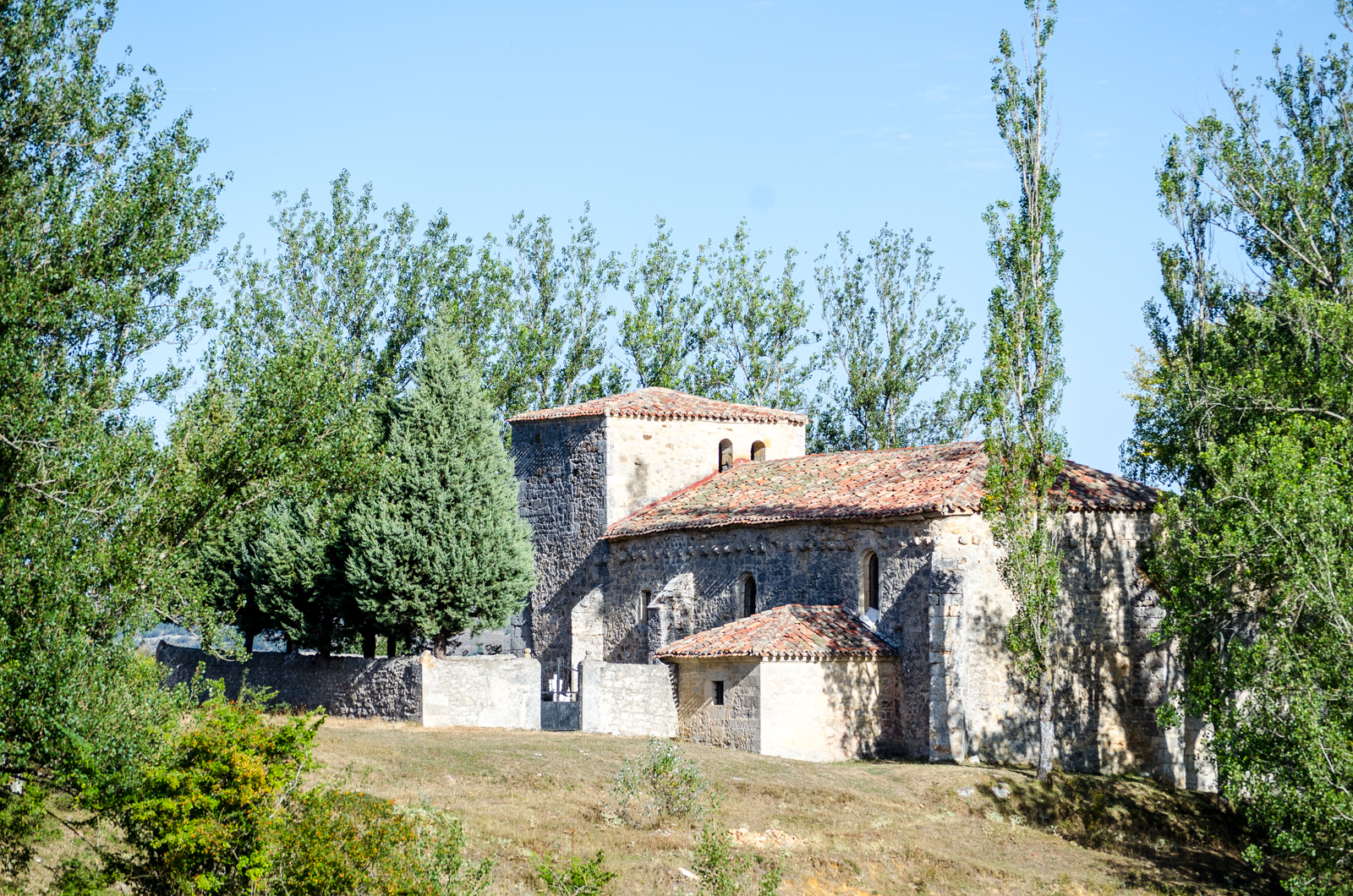
Los Valcárceres iglesia de San Miguel. 2015.

### Edad Moderna
En el censo de Floridablanca de 1787 aparece como lugar que formaba parte de la Cuadrilla del Condado en el Partido de Villadiego, uno de los catorce que formaban la Intendencia de Burgos durante el periodo comprendido entre 1785 y 1833. Su jurisdicción era de señorío siendo su titular el Duque de Frías, quien nombraba al alcalde pedáneo.

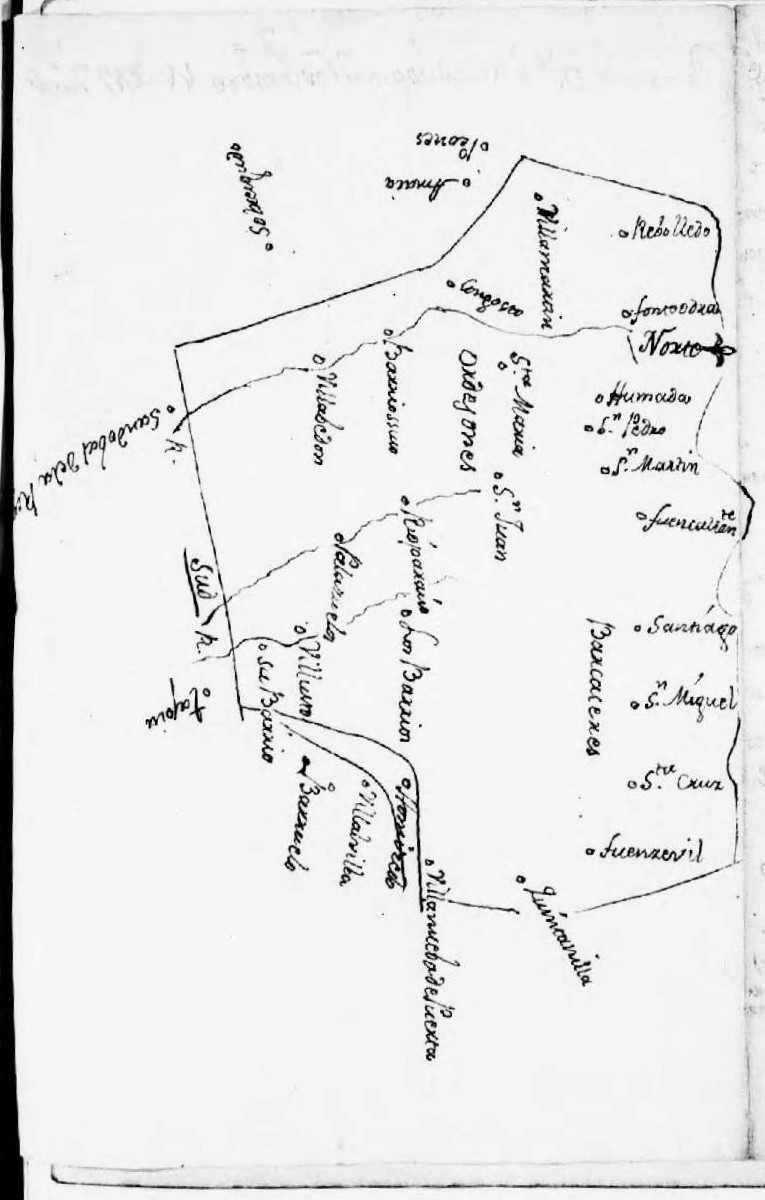
Los Valcárceres en la descripción hecha por Fernando Miguel en 1796 para el Diccionario geográfico de España de Tomás López.

Madoz lo describe en 1850 como un lugar con ayuntamiento, partido judicial de Villadiego. Situado entre dos sierras. Tiene 27 casas y escuela de instrucción primaria. Hay tres iglesias parroquiales (San Miguel, Santa Cruz y Santiago), servidas cada una por un cura párroco. El término confina con Talamillo al norte, Fuencivil al este, Villanueva de Puerta al sur y La Piedra al oeste. El correo se recibe de Villadiego los jueves y domingos por medio de Valijero. Producciones: cereales, legumbres y hortalizas; cría ganado lanar, caballar y vacuno, y caza de perdices. Tiene 26 vecinos con 77 habitantes. Contribuye con 1.633 reales y 10 maravedíes.
En 1886 contaba con 543 habitantes. Ayuntamiento, un párroco, escuela de instrucción pública con un profesor, carpintero, herrero, médico, despacho de vinos y zapatero.
Entre el censo de 1857 y el anterior, crece el término del municipio porque incorpora a Fuencivil y a Quintanilla de la Presa.
Entre el censo de 1981 y el anterior, este municipio desaparece porque se integra en el municipio Villadiego.

## Leyenda sobre el origen
Al principio se asentaron en el lugar tres hermanos que, por algún motivo desconocido, se enfadaron entre ellos y se fueron cada uno a una esquina del término. Alrededor de cada una las tres casas creció cada uno de los tres barrios con gente llegada de otros lugares.

## Demografía
| Gráfica de evolución demográfica de Los Valcárceres entre 1857 y 1970 |
| |
| Población de derecho según los censos de población del INE. Población de hecho según los censos de población del INE.El censo de 1842, "el Madoz", no lo recoge. En estos censos se denominaba Los Balcárceres: 1860, 1877, 1887 y 1897. Entre el censo de 1857 y el anterior, crece el término del municipio porque incorpora a Fuencivil y Quintanilla de la Presa. Entre el censo de 1981 y el anterior, este municipio desaparece porque se integra en el municipio Villadiego. |

## Patrimonio arquitectónico
Iglesia de San Miguel Arcángel Ubicada en un alto. La original era románica; de ella solo conserva la pila bautismal, decorada con diversos motivos. La actual es gótica de dos naves abovedadas. Una nave de tres tramos con contrafuertes al exterior edificada en dos momentos diferentes (s XV y s XVI-XVII). Pórtico. Torre sencilla (siglo XVIII). Pila bautismal románica.
Iglesia de la Exaltación de la Santa Cruz Originalmente perteneció al monasterio citado en la sección de historia. Se reformó en época gótica, conservándose del templo original (primera mitad del siglo XIII) unas semicolumnas. De su origen románico quedan también vestigios de un arco triunfal apuntado y parte de los muros de la cabecera, así como la pila bautismal. Nave única de dos tramos (siglo XV-XVI). Coro. Hay tres arcos cegados en una antigua portada, que corresponderían al muro sur de la iglesia primitiva. Torre rematada con pináculos. Escalera exterior (siglo XVIII).
EstelaDiscoidal, de arenisca, con una cruz latina en altorrelieve en una cara y una inscripción en bajorrelieve en la otra.

## Ocio
- Coto de Caza menor n.º BU-10307. Titular: Junta Administrativa de Los Valcárceres. 1 071 Ha[19]